# 大木雄司
大木 雄司（おおき ゆうじ、1960年4月29日 - ） は、日本の作曲家、編曲家、ギタリスト。

## 概要
自己のバンドVOICEにて鈴木慶一のプロデュースの下、水族館レーベル（徳間ジャパンコミュニケーションズ）よりデビュー。その後、PSY・Sなど数々のセッション・スタジオワークなどで活動。酒井法子、松田博幸らへの楽曲提供や編曲を担当。近年では、CMやアニメソングの楽曲提供も行なっている。

## 携わった主な作品
- 酒井法子　マンモス
- 松田博幸　LHR
- 斉藤美和子　A Girl Meets Boy、タイムミシン
- 諸岡菜穂子　スパークル
- 葉山レイコ　Pスポットの誘惑
- RED DOLPHINS　ノンフィクションパニック
- ちやとり図鑑　他

## 手がけた主なCM
- CHINTAIサウンドロゴ
- フォルクスワーゲン
- 宝酒造
- HONDA　他

## ギタリストで参加
- PSY・S
- 松田博幸
- 斉藤美和子
- とんねるず
- 長与千種他